# Devon Hall
Devon Howard Hall, né le 7 juillet 1995 à Virginia Beach en Virginie, est un joueur américain de basket-ball évoluant au poste d'arrière.

## Biographie

### Carrière universitaire
Entre 2013 et 2018, il joue pour les Cavaliers de la Virginie à l'université de Virginie.

### Carrière professionnelle

#### Cairns Taipans (2018-2019)
Le 21 juin 2018, il est sélectionné en 53e position lors de la draft 2018 de la NBA par le Thunder d'Oklahoma City. Après la draft, Hall joue pour le Thunder lors de la NBA Summer League 2018.
Le 12 août 2018, Hall s'engage finalement pour la saison 2018-2019 avec le club australien des Cairns Taipans.

#### Blue/Thunder d'Oklahoma City (fév. 2019-2020)
Le 25 février 2019, il rejoint le Blue d'Oklahoma City en G-League.
Le 6 septembre 2019, Hall signe un contrat two-way avec le Thunder d'Oklahoma City pour la saison à venir. Le 12 décembre 2019, il est coupé.
Le 16 décembre 2019, il retourne chez le Blue d'Oklahoma City.
Le 27 juin 2020, il signe un nouveau contrat avec le Thunder.

#### Expérience en Europe (depuis 2020)
Le 30 octobre, alors qu'il est devenu agent libre, Devon Hall quitte la NBA pour s'engager pour la première fois en Europe avec le club allemand de Brose Bamberg.
En juin 2021, Hall rejoint l'Olimpia Milan avec lequel il signe un contrat de deux ans.
Le 17 juin 2024, il signe avec le Fenerbahçe.

## Clubs successifs
- 2018-2019 :  Cairns Taipans (NBL)
- 2019-2020 :  Thunder d'Oklahoma City (NBA) / Blue d'Oklahoma City (G-League)
- 2020-2021 :  Brose Bamberg (BBL)
- depuis 2021 :  Olimpia Milan (Lega A)

## Palmarès
- Vainqueur de l'Euroligue 2024-2025 avec le Fenerbahçe
- Vainqueur de la Coupe de Turquie 2025
- Vainqueur de la coupe d'Italie 2022

## Statistiques

### Universitaires
| Saison    | Équipe   | Matchs | Titul. | Min./m | % Tir | % 3pts | % LF | Rbds/m. | Pass/m. | Int/m. | Ctr/m. | Pts/m. |
| --------- | -------- | ------ | ------ | ------ | ----- | ------ | ---- | ------- | ------- | ------ | ------ | ------ |
| 2013-2014 | Virginie |        |        |        |       |        |      |         |         |        |        |        |
| 2014-2015 | Virginie | 23     | 1      | 10,6   | 40,0  | 33,3   | 45,5 | 0,74    | 0,78    | 0,39   | 0,04   | 1,83   |
| 2015-2016 | Virginie | 37     | 20     | 21,9   | 37,5  | 33,3   | 76,5 | 2,65    | 2,00    | 0,46   | 0,27   | 4,35   |
| 2016-2017 | Virginie | 34     | 34     | 27,4   | 40,8  | 37,2   | 77,6 | 4,38    | 1,91    | 0,53   | 0,12   | 8,35   |
| 2017-2018 | Virginie | 34     | 34     | 32,1   | 45,4  | 43,2   | 89,4 | 4,21    | 3,15    | 0,85   | 0,15   | 11,68  |
| Total     | Total    | 128    | 89     | 24,0   | 41,9  | 38,9   | 80,7 | 3,18    | 2,06    | 0,57   | 0,16   | 6,91   |

### Professionnels

#### Saison régulière
| Saison    | Équipe        | Matchs | Titul. | Min./m | % Tir | % 3pts | % LF | Rbds/m. | Pass/m. | Int/m. | Ctr/m. | Pts/m. |
| --------- | ------------- | ------ | ------ | ------ | ----- | ------ | ---- | ------- | ------- | ------ | ------ | ------ |
| 2019–2020 | Oklahoma City | 11     | 0      | 7,3    | 20,0  | 23,5   | 50,0 | 0,64    | 1,18    | 0,36   | 0,09   | 1,82   |
| Total     | Total         | 11     | 0      | 7,3    | 20,0  | 23,5   | 50,0 | 0,64    | 1,18    | 0,36   | 0,09   | 1,82   |